# Determinante de Slater
El determinante de Slater es una técnica matemática de la mecánica cuántica que se usa para generar funciones de ondas antisimétricas que describan los estados colectivos de varios fermiones y que cumplan el principio de exclusión de Pauli.
Este tipo de determinantes toman su nombre de John C. Slater, físico y químico teórico estadounidense que propuso su utilización con el fin de asegurar que la función de onda electrónica sea antisimétrica respecto del intercambio de dos electrones. Los determinantes de Slater se construyen a partir de funciones de onda monoelectrónicas denominadas espín-orbitales {\displaystyle \chi (\mathbf {x} )}, donde {\displaystyle \mathbf {x} } representa las coordenadas de posición y de espín del electrón. Como una consecuencia de las propiedades de los determinantes, dos electrones no pueden estar descritos por el mismo espín-orbital ya que significaría que la función de onda se anula en todo el espacio.

## Dos partículas
Para ilustrar su funcionamiento podemos considerar el caso más simple, el de dos partículas. Si {\displaystyle {\boldsymbol {x}}_{1}} y {\displaystyle {\boldsymbol {x}}_{2}} son las coordenadas (espaciales y de espín) de la partícula 1 y la partícula 2 respectivamente, se puede generar la función de onda colectiva {\displaystyle \Psi } como el producto de las funciones de onda individuales de cada partícula, es decir

{\displaystyle \Psi ({\boldsymbol {x}}_{1},{\boldsymbol {x}}_{2})=\chi _{1}({\boldsymbol {x}}_{1})\chi _{2}({\boldsymbol {x}}_{2}).}

Esta expresión se denomina producto de Hartree, y es la función de onda más simple que podemos escribir dentro de la aproximación orbital. De hecho, este tipo de función de ondas no es válido para la representación de estados colectivos de fermiones ya que esta función de ondas no es antisimétrica ante un intercambio de partículas. La función debe satisfacer la siguiente condición

{\displaystyle \Psi ({\boldsymbol {x}}_{1},{\boldsymbol {x}}_{2})=-\Psi ({\boldsymbol {x}}_{2},{\boldsymbol {x}}_{1}).}

Es fácil comprobar que aunque el anterior producto de Hartree no es antisimétrico respecto del intercambio de partículas, la siguiente combinación lineal de estos productos sí que lo es

{\displaystyle \Psi ({\boldsymbol {x}}_{1},{\boldsymbol {x}}_{2})={\frac {1}{\sqrt {2}}}\left[\chi _{1}({\boldsymbol {x}}_{1})\chi _{2}({\boldsymbol {x}}_{2})-\chi _{1}({\boldsymbol {x}}_{2})\chi _{2}({\boldsymbol {x}}_{1})\right],}

donde hemos incluido un factor para que la función de ondas esté normalizada convenientemente. Esta última ecuación puede reescribirse como un determinante de la siguiente forma

{\displaystyle \Psi ({\boldsymbol {x}}_{1},{\boldsymbol {x}}_{2})={\frac {1}{\sqrt {2}}}\left|{\begin{matrix}\chi _{1}({\boldsymbol {x}}_{1})&\chi _{1}({\boldsymbol {x}}_{2})\\\chi _{2}({\boldsymbol {x}}_{1})&\chi _{2}({\boldsymbol {x}}_{2})\end{matrix}}\right|,}

conocido como el determinante de Slater de las funciones {\displaystyle \chi _{1}} y {\displaystyle \chi _{2}}. Por tanto esta función de onda además de ser antisimétrica, considera que los dos electrones son partículas indistiguibles. Las funciones así generadas tienen la propiedad de anularse si dos de las funciones de ondas de una partícula son iguales o, lo que es equivalente, dos de los fermiones están descritos por el mismo espín orbital. Esto es equivalente a satisfacer el principio de exclusión de Pauli.

## n partículas
Para definir el determinante de Slater de n fermiones es conveniente definir previamente el Producto de Hartree (ph) de n espín-orbitales, el cual se define como el siguiente producto  

{\displaystyle |\chi _{i_{1}}(x_{1}),\chi _{i_{2}}(x_{2}),\dots ,\chi _{i_{n}}(x_{n})\rangle _{ph}=|\chi _{i_{1}}(x_{1})\rangle \otimes |\chi _{i_{2}}(x_{2})\otimes \dots \otimes |\chi _{i_{n}}(x_{n})\rangle }

Definiendo además el antisimetrizador como

{\displaystyle A={\frac {1}{\sqrt {n!}}}\sum _{\alpha }(-1)^{\alpha }P_{\alpha }}

donde la sumatoria corre sobre todas las permutaciones {\displaystyle P_{\alpha }} 
posibles. 
El factor {\displaystyle (-1)^{\alpha }} 
incorpora un signo positivo si la permutación es par y un signo negativo si es impar. 
Como un ejemplo, para comprender cómo actúa el operador permutación puede considerarse el caso de 3 partículas

{\displaystyle P_{(3,1,2)}|\chi _{i_{1}}(x_{1}),\chi _{i_{2}}(x_{2}),\chi _{i_{3}}(x_{3})\rangle _{ph}=|\chi _{i_{3}}(x_{1}),\chi _{i_{1}}(x_{2}),\chi _{i_{2}}(x_{3})\rangle _{ph}}

Teniendo definido el antisimetrizador 
{\displaystyle A} , entonces el determinante de Slater (DS) se escribe según la expresión:

{\displaystyle |\chi _{i_{1}},\chi _{i_{2}},\dots ,\chi _{i_{n}}\rangle _{DS}=A|\chi _{i_{1}}(x_{1}),\chi _{i_{2}}(x_{2}),\dots ,\chi _{i_{n}}(x_{n})\rangle _{ph}}

Cabe destacar que la raíz cuadrada aplicada sobre el factor n! en la definición del antisimetrizador dada previamente permite que el determinante de Slater quede automáticamente normalizado.

### Algunas propiedades del antisimetrizador
Recordando la definición

{\displaystyle A={\frac {1}{\sqrt {n!}}}\sum _{\alpha }(-1)^{\alpha }P_{\alpha }}

este operador es hermítico y cumple la relación

{\displaystyle A^{2}={\sqrt {n!}}A}

En algunos textos se utiliza la siguiente definición alternativa para el antisimetrizador 

{\displaystyle A'={\frac {1}{n!}}\sum _{\alpha }(-1)^{\alpha }P_{\alpha }}

que tiene la ventaja de simplificar la expresión previa, obteniéndose

{\displaystyle A'^{2}=A'}

pero la desventaja de complicar un poco la expresión que relaciona el producto de Hartree y el determinante de Slater

{\displaystyle |\chi _{i_{1}},\chi _{i_{2}},\dots ,\chi _{i_{n}}\rangle _{DS}={\sqrt {n!}}A'|\chi _{i_{1}}(x_{1}),\chi _{i_{2}}(x_{2}),\dots ,\chi _{i_{n}}(x_{n})\rangle _{ph}}

## Determinantes de Slater y su relación con el método de Hartree-Fock
En el método de Hartree-Fock, un único determinante de Slater se usa como aproximación a la función de ondas electrónica, se denomina a métodos similares monodeterminantales. En métodos de cálculo más precisos, tales como la interacción de configuraciones o el MCSCF, se utilizan superposiciones lineales de determinantes de Slater, y se llaman métodos multideterminantales.

## Elementos de matriz entre determinantes de Slater
Dado un determinante de Slater constituido por n espín-orbitales ortonormales:

{\displaystyle |\Psi \rangle =|\chi _{a},\chi _{b},\dots ,\chi _{f}\rangle _{DS}=|a,b,\dots ,f\rangle _{DS}}

(donde los puntos suspensivos representan n-3 espín orbitales distintos)
puede definirse un determinantes de Slater que difiera en un espín-orbital del anterior: 

{\displaystyle |\Psi _{a}^{a'}\rangle =|\chi _{a'},\chi _{b},\dots ,\chi _{f}\rangle _{DS}=|a',b,\dots ,f\rangle _{DS}}

Análogamente, se puede definir un determinante de Slater que difiere en 2 espín orbitales del primero:

{\displaystyle |\Psi _{ab}^{a'b'}\rangle =|\chi _{a'},\chi _{b'},\dots ,\chi _{f}\rangle _{DS}=|a',b',\dots ,f\rangle _{DS}}

### Operadores de un cuerpo
Los operadores de un cuerpo son operadores que actúan en el espacio de n partículas que están constituidos por una suma de operadores que actúan en los espacios de una patícula para cada una de las coordenadas:  

{\displaystyle {\hat {O}}_{1}=\sum _{i=1}^{n}{\hat {h}}(i)}

Ejemplo: cualquier componente del momento angular espacial total:

{\displaystyle {\hat {L}}_{z}=\sum _{i=1}^{n}{\hat {l}}_{z}(i)}

análogamente para cualquier componente del momento angular de espín. 

#### Elementos de matriz
Expresiones de los elementos de matriz en cada caso:

{\displaystyle \langle \Psi |{\hat {O}}_{1}|\Psi \rangle =\sum _{m\in \Psi }\langle m|{\hat {h}}|m\rangle }

{\displaystyle \langle \Psi _{a}^{a'}|{\hat {O}}_{1}|\Psi \rangle =\langle a'|{\hat {h}}|a\rangle }

{\displaystyle \langle \Psi _{ab}^{a'b'}|{\hat {O}}_{1}|\Psi \rangle =0}

Para cualquier operador de un cuerpo, cuando los determinantes de Slater difieren en 2 o en más espín-orbitales entre sí, el elemento de matriz entre ellos es nulo.

### Operadores de dos cuerpos
Los operadores de dos cuerpos (que actúan en el espacio de n partículas),  están constituidos por una suma sobre los distintos pares de partículas y actúan en los respectivos espacios de dos partícula para cada par de coordenadas:  

{\displaystyle {\hat {O}}_{2}=\sum _{i=1}^{n}\sum _{j<i}^{n}{\hat {g}}(i,j)}

Ejemplo: interacción electrón-electrón:

{\displaystyle {\hat {V}}_{ee}={\frac {e^{2}}{4\pi \epsilon _{0}}}\sum _{i=1}^{n}\sum _{j<i}^{n}{\frac {1}{|{\bar {r}}_{i}-{\bar {r}}_{j}|}}}

#### Elementos de matriz
Expresiones de los elementos de matriz en cada caso:

{\displaystyle \langle \Psi |{\hat {O}}_{2}|\Psi \rangle =\sum _{m\in \Psi }\sum _{(p<m)\in \Psi }(\langle m,p|_{ph}\,{\hat {g}}(1,2)|m,p\rangle _{ph}-\langle m,p|_{ph}\,{\hat {g}}(1,2)|p,m\rangle _{ph})}

{\displaystyle \langle \Psi _{a}^{a'}|{\hat {O}}_{2}|\Psi \rangle =\sum _{m\in \Psi }\left(\langle m,a'|_{ph}\,{\hat {g}}(1,2)|m,a\rangle _{ph}-\langle m,a'|_{ph}\,{\hat {g}}(1,2)|a,m\rangle _{ph}\right)}

{\displaystyle \langle \Psi _{a\,b}^{a'b'}|{\hat {O}}_{2}|\Psi \rangle =\langle a',b'|_{ph}\,{\hat {g}}(1,2)|a,b\rangle _{ph}-\langle a',b'|_{ph}\,{\hat {g}}(1,2)|b,a\rangle _{ph}}

{\displaystyle \langle \Psi _{a\,b\,c}^{a'b'c'}|{\hat {O}}_{2}|\Psi \rangle =0}

Para cualquier operador de dos cuerpos, cuando los determinantes de Slater difieren en 3 o más espín-orbitales entre sí, el elemento de matriz entre ellos es nulo.